# Zisterzienserinnenabtei Beaupré

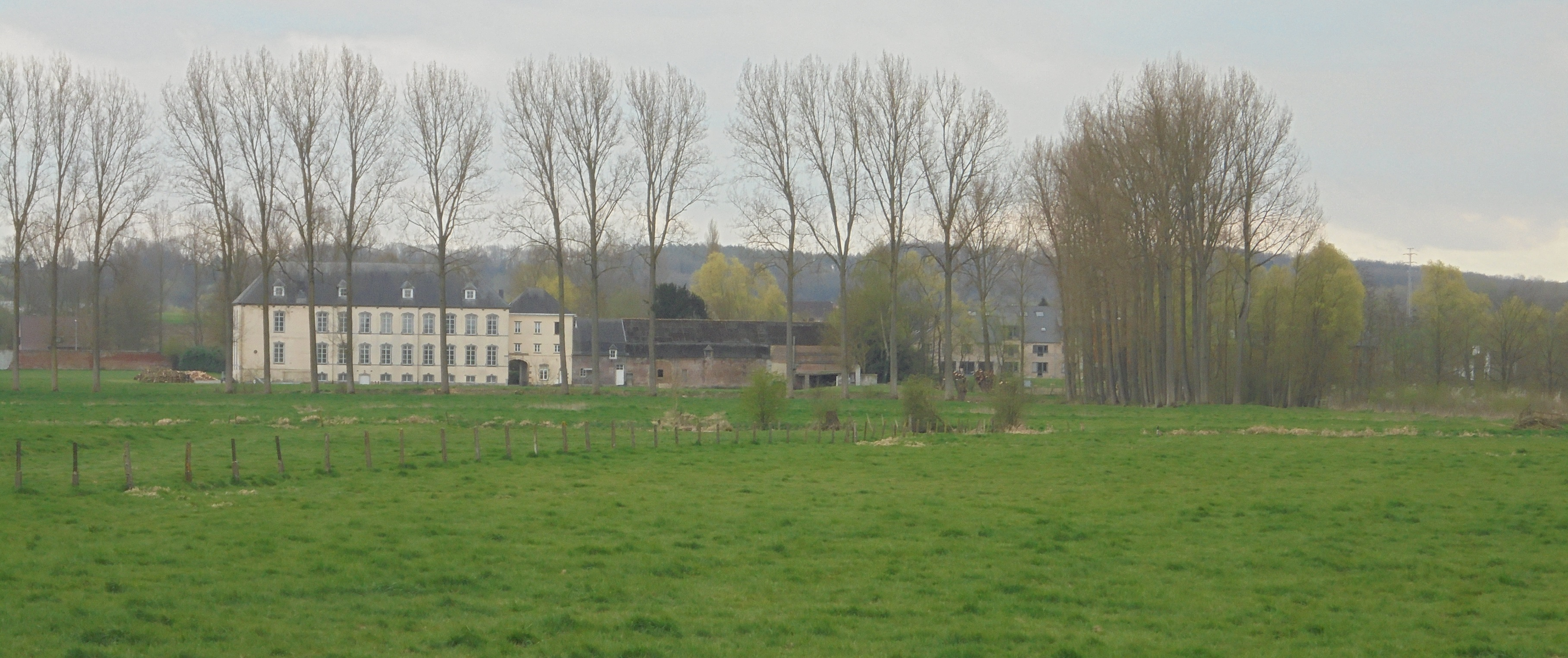
Abtei Beaupré - Klakvijverstraat - Grimminge - Geraardsbergen

Die Zisterzienserinnenabtei Beaupré war von 1228 bis 1796 ein Kloster der Zisterzienserinnen in Grimminge, Geraardsbergen (auch: Grammont), Provinz Ostflandern, Bistum Gent in Belgien. (Das Kloster ist nicht zu verwechseln mit den Zisterzienserabteien Beaupré in Lothringen, Beaupré in der Picardie und Beaupré-sur-la-Lys, Département Nord)

## Geschichte
Nonnen der Zisterzienserinnenabtei La Cambre/Ter Kameren gründeten 1228 das Kloster Sainte Marie de Beaupré („Heilige Maria von der Schönen Wiese“), das 1796 von der Französischen Revolution aufgelöst und in der Folge überwiegend abgebrochen wurde. Unter den 1965 unter Denkmalschutz gestellten Resten, die mehrfach Brände überstanden, ragen das Klosterportal, sowie die Äbtissinenresidenz heraus, Werk des Genter Architekten Jean-Baptiste Simoens (1715–1779). Berühmt ist das im Walters Art Museum in Baltimore aufbewahrte Antiphonale von Beaupré von 1290.